# Carl Magnus von Hell
Carl Magnus von Hell (Stoccarda, 8 settembre 1849 – Stoccarda, 11 dicembre 1926) è stato un chimico tedesco, noto per la reazione di alogenazione di Hell-Volhard-Zelinsky e per le sue ricerche sugli idrocarburi.

## Vita
Figlio di un funzionario imperiale, nacque a Stoccarda e frequentò dapprima una scuola commerciale. Dopo una breve carriera come droghiere, l'interesse per le scienze naturali ebbe il sopravvento, e studiò chimica all'Università di Stoccarda con Hermann von Fehling e all'Università Ludwig Maximilian di Monaco con Emil Erlenmeyer. Nel 1870 partecipò come volontario alla guerra franco-prussiana e fu ferito gravemente. Una volta guarito, diventò assistente di Fehling e insegnò chimica organica e teorica. Nel 1883, al pensionamento di Fehling, divenne professore di chimica. Fu molto attivo nell'insegnamento della chimica e supervisionò la costruzione di nuovi laboratori che furono terminati durante il semestre invernale 1895/96. Dal 1896 al 1899 fu rettore dell'Università di Stoccarda. Nelle sue ricerche si interessò principalmente di idrocarburi alifatici e acidi dicarbossilici. Nel 1889 sintetizzò la molecola C60H122, che a quel tempo era l'idrocarburo alifatico a più alto peso molecolare conosciuto, dimostrando che si potevano costruire catene di 60 atomi di carbonio. Introdusse una nuova semplice procedura di bromurazione di acidi carbossilici, ora nota come alogenazione di Hell-Volhard-Zelinsky.